# Царина (Осечина)
Царина је насеље у Србији у општини Осечина у Колубарском округу. Према попису из 2022. било је 385 становника.
У Царини је рођен Боривоје Ж. Милојевић (1885—1967), био је српски географ, професор Београдског универзитета, академик САНУ.

## Демографија
У насељу Царина живи 538 пунолетних становника, а просечна старост становништва износи 43,2 година (41,1 код мушкараца и 45,4 код жена). У насељу има 218 домаћинстава, а просечан број чланова по домаћинству је 3,00.
Ово насеље је великим делом насељено Србима (према попису из 2002. године), а у последња три пописа, примећен је пад у броју становника.
|  |

| Демографија | Демографија | Демографија |
| Година      | Становника  | Становника  |
| ----------- | ----------- | ----------- |
| 1948.       | 1.359       |             |
| 1953.       | 1.349       |             |
| 1961.       | 1.353       |             |
| 1971.       | 1.079       |             |
| 1981.       | 935         |             |
| 1991.       | 778         | 775         |
| 2002.       | 654         | 661         |

| Етнички састав према попису из 2002.‍ | Етнички састав према попису из 2002.‍ | Етнички састав према попису из 2002.‍ | Етнички састав према попису из 2002.‍ | Етнички састав према попису из 2002.‍ |
| ------------------------------------ | ------------------------------------ | ------------------------------------ | ------------------------------------ | ------------------------------------ |
|                                      |                                      |                                      |                                      |                                      |
| Срби                                 | Срби                                 |                                      | 649                                  | 99,23%                               |
| Румуни                               | Румуни                               |                                      | 1                                    | 0,15%                                |
| непознато                            | непознато                            |                                      | 2                                    | 0,30%                                |

| Година пописа     | 1948. | 1953. | 1961. | 1971. | 1981. | 1991. | 2002. |
| ----------------- | ----- | ----- | ----- | ----- | ----- | ----- | ----- |
| Број домаћинстава | 186   | 193   | 207   | 195   | 195   | 205   | 218   |

| Број чланова      | 1  | 2  | 3  | 4  | 5  | 6  | 7 | 8 | 9 | 10 и више | Просек |
| ----------------- | -- | -- | -- | -- | -- | -- | - | - | - | --------- | ------ |
| Број домаћинстава | 45 | 66 | 33 | 29 | 21 | 17 | 3 | 3 | 0 | 1         | 3,00   |

| Пол    | Укупно | Неожењен/Неудата | Ожењен/Удата | Удовац/Удовица | Разведен/Разведена | Непознато |
| ------ | ------ | ---------------- | ------------ | -------------- | ------------------ | --------- |
| Мушки  | 284    | 71               | 188          | 21             | 4                  | 0         |
| Женски | 271    | 17               | 192          | 60             | 2                  | 0         |
| УКУПНО | 555    | 88               | 380          | 81             | 6                  | 0         |

| Пол    | Укупно                    | Пољопривреда, лов и шумарство | Рибарство                            | Вађење руде и камена | Прерађивачка индустрија       |
| ------ | ------------------------- | ----------------------------- | ------------------------------------ | -------------------- | ----------------------------- |
| Мушки  | 258                       | 241                           | 0                                    | 0                    | 7                             |
| Женски | 233                       | 227                           | 0                                    | 0                    | 1                             |
| УКУПНО | 491                       | 468                           | 0                                    | 0                    | 8                             |
| Пол    | Производња и снабдевање   | Грађевинарство                | Трговина                             | Хотели и ресторани   | Саобраћај, складиштење и везе |
| Мушки  | 1                         | 2                             | 1                                    | 0                    | 2                             |
| Женски | 0                         | 0                             | 1                                    | 0                    | 0                             |
| УКУПНО | 1                         | 2                             | 2                                    | 0                    | 2                             |
| Пол    | Финансијско посредовање   | Некретнине                    | Државна управа и одбрана             | Образовање           | Здравствени и социјални рад   |
| Мушки  | 0                         | 0                             | 2                                    | 2                    | 0                             |
| Женски | 0                         | 0                             | 0                                    | 3                    | 0                             |
| УКУПНО | 0                         | 0                             | 2                                    | 5                    | 0                             |
| Пол    | Остале услужне активности | Приватна домаћинства          | Екстериторијалне организације и тела | Непознато            | Непознато                     |
| Мушки  | 0                         | 0                             | 0                                    | 0                    | 0                             |
| Женски | 0                         | 0                             | 0                                    | 1                    | 1                             |
| УКУПНО | 0                         | 0                             | 0                                    | 1                    | 1                             |